# N-S 45 Polom
N-S 45 Polom je samostatný pěchotní srub těžkého opevnění, který byl součástí pevnostního systému předválečné Československé republiky. Jeho pravým sousedem je srub N-S 44, levým N-S 46.
Byl postaven v roce 1938 v režii ŽSV Náchod v rámci stavebního podúseku 7./V. Sedloňov. N-S 45 je samostatný, oboustranný, dvoukřídlý, dvoupodlažní pěchotní srub, postaven v II. stupni odolnosti.
V době mobilizace v září 1938 byl vybetonován, pravděpodobně zde již byly hotovy vnitřní i vnější omítky, možná byly již vyzděny i cihlové příčky (Stav provedených prací nemohl být zjištěn, neboť objekt není přístupný).
Objekt byl v letech 1968–1974 přestavěn na vojenskou seismickou a meteorologickou stanici Polom, jejímž původním úkolem bylo zjišťovat v rámci Varšavské smlouvy pokusné podzemní jaderné výbuchy. Objekt byl zcela zahrnut zeminou, takže z jeho původní podoby je zvenku viditelná pouze malá část hrany stropnice, vyčnívající nad zemní zához. Zvenku je objekt přístupný nově vybudovaným tunelem, případně nouzovým výlezem, který byl zřízen v původní pravé zvonové šachtě. Interiér byl upraven pro potřeby seismologické stanice: podlaha a základová skořápka v místnosti původní strojovny a filtrovny v levé části dolního patra byla odtěžena až na skalní podloží, kde byl vybudován mohutný betonový blok, oddělený od tělesa pěchotního srubu gumovou izolací, na němž pak byly instalovány seismometry. V objektu byly připraveny další místnosti určené pro umístění registračních přístrojů a akumulátorů a byly vybudovány potřebné rozvody elektrické energie. V blízkosti pěchotního srubu byla vybudována nová provozní budova.
N-S 45 Polom je jedním z několika málo objektů předválečného opevnění, který je dnes armádou využíván. Proto je veřejnosti běžně nepřístupný.

## Výzbroj
hlavní zbraně na levé straně
- zbraň L1 (4cm kanón vz. 36 spřažený s těžkým kulometem vz. 37)
- zbraň M (dva spřažené těžké kulomety vz.37 ráže 7,92 mm)

hlavní zbraně na pravé straně
- zbraň L1 (4cm kanón vz. 36 spřažený s těžkým kulometem vz. 37)
- zbraň M (dva spřažené těžké kulomety vz.37 ráže 7,92 mm)

další výzbroj
- 3 zbraně N – lehké kulomety vz. 26 k ochraně střílen hlavních zbraní a prostoru před vchodem
- 1 zbraň N v pancéřovém zvonu určená k ochraně okolí objektu
- 1 zbraň D v pancéřovém zvonu určená k ochraně okolí objektu
- 3 granátové skluzy